# Иоанафан I (Здобин)
Иоанафан I (в миру Иван Андриянов Здобин) — игумен Валаамского монастыря в Карелии.

## Биография
Изначально Иван Здобин жил в Санкт-Петербурге. В 1792 года поступил в Валаамский монастырь, через два месяца, 23 апреля, был пострижен игуменом Назарием в монашество и 5 августа 1793 года посвящен во иеродиакона, 25 июля 1794 года — во иеромонаха. 
В 1823 году стал игуменом Валаамского монастыря. При нём монастырь развивался и обогащался, например была построена библиотека. Вводились новые требования. При Иоанафане число лиц, находившихся в монастыре под надзором, доходило до 14 человек, что усложняло жизнь монашествующих. На Иоанафана I был написан донос с оскорблением монашеского звания. Следствие по этому доносу надолго усложняло службу не только самому Иоанафану, но и всему монастырю. 
Иоанафан умер из-за врачебной ошибки: игумен был болен и уже стал поправляться, и доктор оставил ему два лекарства — внутреннее и наружное, а монастырский аптекарь схимонах Феофан ошибочно дал выпить больному наружное лекарство. Приняв его, Ионафан I скончался 22 января 1830 года. Он погребён на братском кладбище Валаамского монастыря.